# Söderledskyrkan, Norrköping
Söderledskyrkan är en kyrkobyggnad i stadsdelen Vilbergen i Norrköping. 
Söderledskyrkan fungerar som stadsdelskyrka i Norrköpings Borgs församling i samarbete mellan EFS och Svenska kyrkan.
Kyrkans gatuadress är Vilbergsgatan 100.

## Kyrkobyggnaden
Kyrkan uppfördes 1970 av Norrköpings Kyrkliga missionsförening. Vid invigningen 1970 uppmärksammades den som en av de första samarbetskyrkorna i Sverige. I anslutning till kyrkan finns församlingslokaler för olika aktiviteter.

## Inventarier
Korfönstret är utfört av Erik Höglund. Altarkrucifixet är snidat av Herman Karlsson i Norrköping. På fondväggen bakom altaret hänger en vävnad utförd av konstnärsparet Britta och Gunnar Haking från Järfälla.

### Orgel
1970 byggde Reinhard Kohlus, Vadstena en eltrisk orgel med två fria kombinationer.
| Huvudverk I   | Svällverk II      | Pedal         | Koppel |
| Rörflöjt 8´   | Gedackt 8´        | Subbas 16´    | I/P    |
| Principal 4´  | Rörflöjt 4´       | Gedackt 8´    | II/P   |
| Spetsflöjt 4´ | Principal 2´      | Kvintadena 4´ | II/I   |
| Waldflöjt 2'  | Cymbel III        |               |        |
| Mixtur 1 1/3' | Krumhorn 8'       |               |        |
|               | Crescendosvällare |               |        |